# Point Pedro
Point Pedro (Tamil: பருத்தித்துறை/Parutthi Thurai (betekent "katoenhaven"), Singalees: පේදුරුතුඩුව/Peduru Thuduwa (betekent "Pedros punt") is een havenstad in de Noordelijke Provincie van Sri Lanka, op het schiereiland en in het district Jaffna. Point Pedro is de noordelijkste stad van het eiland Sri Lanka. De stad heeft zo'n 99.000 inwoners.

## Nederlandse koloniale geschiedenis
In de 17e eeuw, na de verdrijving van de Portugezen, vestigde de Nederlandse missionaris Philippus Baldaeus zich in Jaffna. Hij documenteerde hier het dagelijks leven en de gebruiken van de Tamilbevolking. Daarnaast zette hij zich in voor het verbeteren van het onderwijs voor de lokale bevolking. Zijn studies werden in 1672 in Nederland en daarna ook in Duitsland gepubliceerd. Op de markt van Point Pedro is een stenen inscriptie ter nagedachtenis aan Baldaeus te vinden.